# Boykin (Géorgie)
 (avril 2025).
Boykin est une census-designated place située dans le comté de Miller, dans l’État de Géorgie, aux États-Unis. Lors du recensement de 2020, elle comptait 151 habitants.